# روس لايدلو
روس لايدلو (بالإنجليزية: Ross Laidlaw)‏ هو لاعب كرة قدم بريطاني في مركز حراسة المرمى، ولد في 12 يوليو 1992 في نادي ليفينغستون في المملكة المتحدة. لعب مع ريث روفرز.

## وصلات خارجية
- روس لايدلو على موقع قاعدة بيانات كرة القدم.إي يو (الإنجليزية)
- روس لايدلو على موقع Soccerbase.com (لاعب) (الإنجليزية)
- روس لايدلو على موقع Soccerway.com (الإنجليزية)
- روس لايدلو على موقع عالم كرة القدم.نت (الإنجليزية)